# Jewish Virtual Library
Jewish Virtual Library (JVL) – angielskojęzyczna encyklopedia internetowa wydawana przez American–Israeli Cooperative Enterprise (AICE). Uważana za najbardziej rozbudowaną dostępną on-line encyklopedię skupiającą się na tematach związanych z Żydami i Izraelem. Zawiera ponad 18 000 haseł i ponad 6000 zdjęć dotyczących judaizmu, historii Żydów, syjonizmu, antysemityzmu, Holocaustu, stosunków amerykańsko-izraelskich oraz biografii Żydów i Izraelczyków. Jej założycielem był dyrektor AICE Mitchell Bard.